# Paarup Sogn
Paarup Sogn er et sogn i Hjallese Provsti (Fyens Stift).
I 1800-tallet var Paarup Sogn et selvstændigt pastorat. Det hørte til Odense Herred i Odense Amt. Paarup sognekommune blev ved kommunalreformen i 1970 indlemmet i Odense Kommune.
I Paarup Sogn ligger Paarup Kirke og Tarup Center, som er det næststørste indkøbscenter i Odense.
I sognet findes følgende autoriserede stednavne:
- Damgård (bebyggelse)
- Krogshøj (bebyggelse)
- Munkerud Gårde (bebyggelse, ejerlav)
- Paarup (bebyggelse, ejerlav)
- Skovsgård (bebyggelse, ejerlav)
- Snestrup (bebyggelse)
- Stegsted (bebyggelse, ejerlav)
- Svendebjerg (bebyggelse)
- Tarup (bebyggelse)
- Vejrup (bebyggelse, ejerlav)
- Villestofte (bebyggelse, ejerlav)

Sognet består af 5 kvarterer: Paarup, Villestofte, Stegsted, Snestrup og Tarup, der alle har navn efter de gamle landsbyer, der lå i sognet indtil 1960'erne.